# Fijulj
Fijulj (Servisch cyrillisch Фијуљ) is een plaats in de Servische gemeente Sjenica. De plaats telt 103 inwoners (2002).